# Les ombres de Francesca da Rimini et de Paolo Malatesta apparaissent à Dante et à Virgile
Les ombres de Francesca da Rimini et de Paolo Malatesta apparaissent à Dante et à Virgile (Nederlands: De gedaantes van Paolo en Francesca aanschouwd door Dante en Vergilius) is een schilderij van de Nederlands-Franse kunstschilder Ary Scheffer. Het werd geschilderd in 1835 en is 166,5 × 234 centimeter groot. Het toont de overspelige geliefden Paolo Malatesta en Francesca da Rimini, die zich in de hel vertonen aan Dante en diens begeleider Vergilius. Het werk bevindt zich thans in de Wallace Collection te Londen. In de jaren 1850 maakte Scheffer een aantal replica's, waarvan de twee grootste en bekendste zich bevinden in de Hamburger Kunsthalle en het Louvre.

## Paolo en Francesca
Francesca da Rimini (1255-1285) was de dochter van de Italiaanse edelman Guido I da Polenta. De legende wil dat haar vader in 1275 uit politieke overwegingen een huwelijk arrangeerde tussen Francesca en de kreupele en afzichtelijke Giovanni Malatesta, de zoon van zijn rivaal. Het was een politiek huwelijk, ter bezegeling van een vrede na lange tijd van oorlog. Omdat Guido bang was dat Francesca niet zou toestemmen had hij haar echter voorgehouden dat ze zou trouwen met Giovanni's knappe broer Paolo, op wie ze tijdens de bruiloft ook hevig verliefd werd. Pas op de ochtend na de bruiloft kwam ze erachter dat ze om de tuin was geleid.
Francesca en Paolo, hoewel ook hij getrouwd bleek, konden hun liefde voor elkaar echter niet verloochenen. Ze werden minnaars en onderhielden tien jaar lang een geheime relatie. In 1285 echter, werden ze na het lezen van het verhaal van Lancelot en Guinevere kussend betrapt door Giovanni, die hen beiden vermoordde.

## Dante
Dante beschrijft in het eerste deel van De goddelijke komedie de hel (het 'inferno'), waarin hij wordt rondgeleid door de Romeinse dichter Vergilius. De buitenste kringen worden bevolkt door overledenen die zich schuldig gemaakt hebben aan incontinentia, het onvermogen om hun driften en lusten te bedwingen, de binnenste door de geweldplegers en bedriegers. In de tweede kring van buiten stuiten ze onder anderen op Paolo en Francesca. De zielen van beide verdoemden worden voortgedreven door de stormachtige wind, die als metafoor dient voor de wispelturige gevoelens der overspeligen. Francesca vertelt Dante rustig haar verhaal en zegt hem dat zij en Paolo gestorven zijn in de naam van de liefde. Ook vertelt ze hem dat Giovanni te vinden is in de binnenste kring, waar hij zijn straf uitzit vanwege broedermoord.

## Afbeelding
Scheffer beeldt Paolo en Francesca af op een moment dat ze voortgestuwd worden door een stormachtige windvlaag, verstrengeld in elkanders armen. De naakte lichamen van beide geliefden worden geïdealiseerd weergegeven, bijna als klassieke standbeelden, geheel conform de in de eerste helft van de negentiende eeuw in Frankrijk dominante stroming van het neoclassicisme (de invloed van Ingres is duidelijk zichtbaar). Tegelijkertijd drukt het schilderij de typische sentimenteel-romantische boodschap uit, zoals die toen met name in Duitsland toonaangevend was. De achtergrond is donker en somber. Vanuit de duisternis, in de schaduw, treden de beschouwende figuren van in rood geklede Dante en zijn begeleider Vergilius tevoorschijn. Opvallend is de berustende kalmte van Francesca, tegenover de wanhoop van Paolo en de stormachtige wind. Het werk symboliseert de onbedwingbare kracht van de liefde en is te zien als een morele boodschap.
Scheffer gold in de jaren 1830 en 1840, toen hij ook de eerste versie van Paolo en Francesca maakte, internationaal gezien als de meest bekende kunstschilder afkomstig uit Nederland. Zijn werk was met name in Parijs erg populair. Toen hij zijn Paolo en Francesca in 1835 exposeerde op de Parijse salon werd het gevierd als een meesterwerk. In de jaren 1850 maakte hij in opdracht nog een viertal replica's van het schilderij: rond 1850 twee kleinere (waarvan er één thans in het bezit is van het Cleveland Museum of Art en een andere in particulier bezit) en in 1854-1855 twee grotere (thans te zien in het Louvre en de Hamburger Kunsthalle). Na Scheffers dood in 1858 kregen zijn schilderijen vaak het stempel sentimenteel te zijn en raakte Scheffer enigszins in de vergetelheid. Tegenwoordig wordt zijn werk echter weer hoog gewaardeerd en wordt hij met name beschouwd als een belangrijke voorloper van het symbolisme.

## Replica's

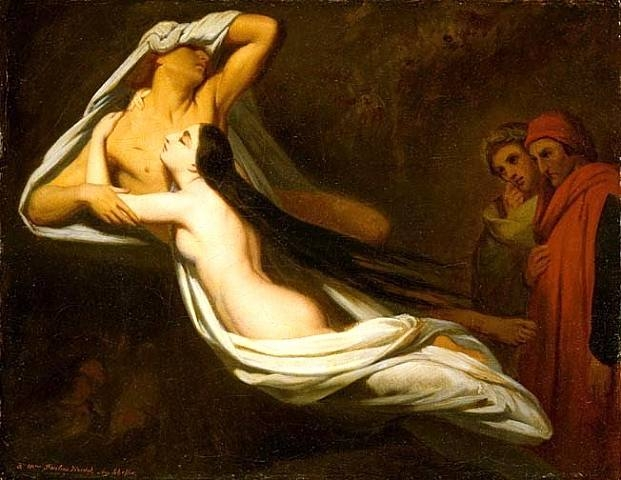
Viardot-versie, ca. 1851, 22,9 × 30,5 cm.
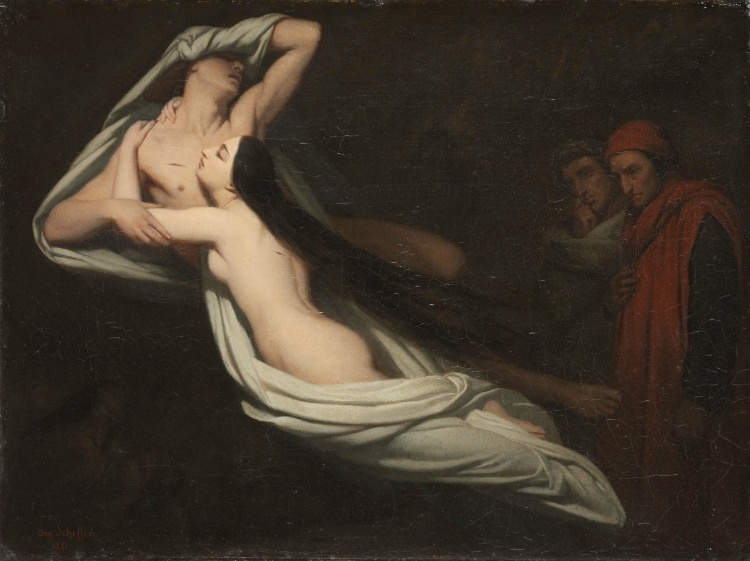
Cleveland-versie, 1851, 24,7 × 32,2 cm.
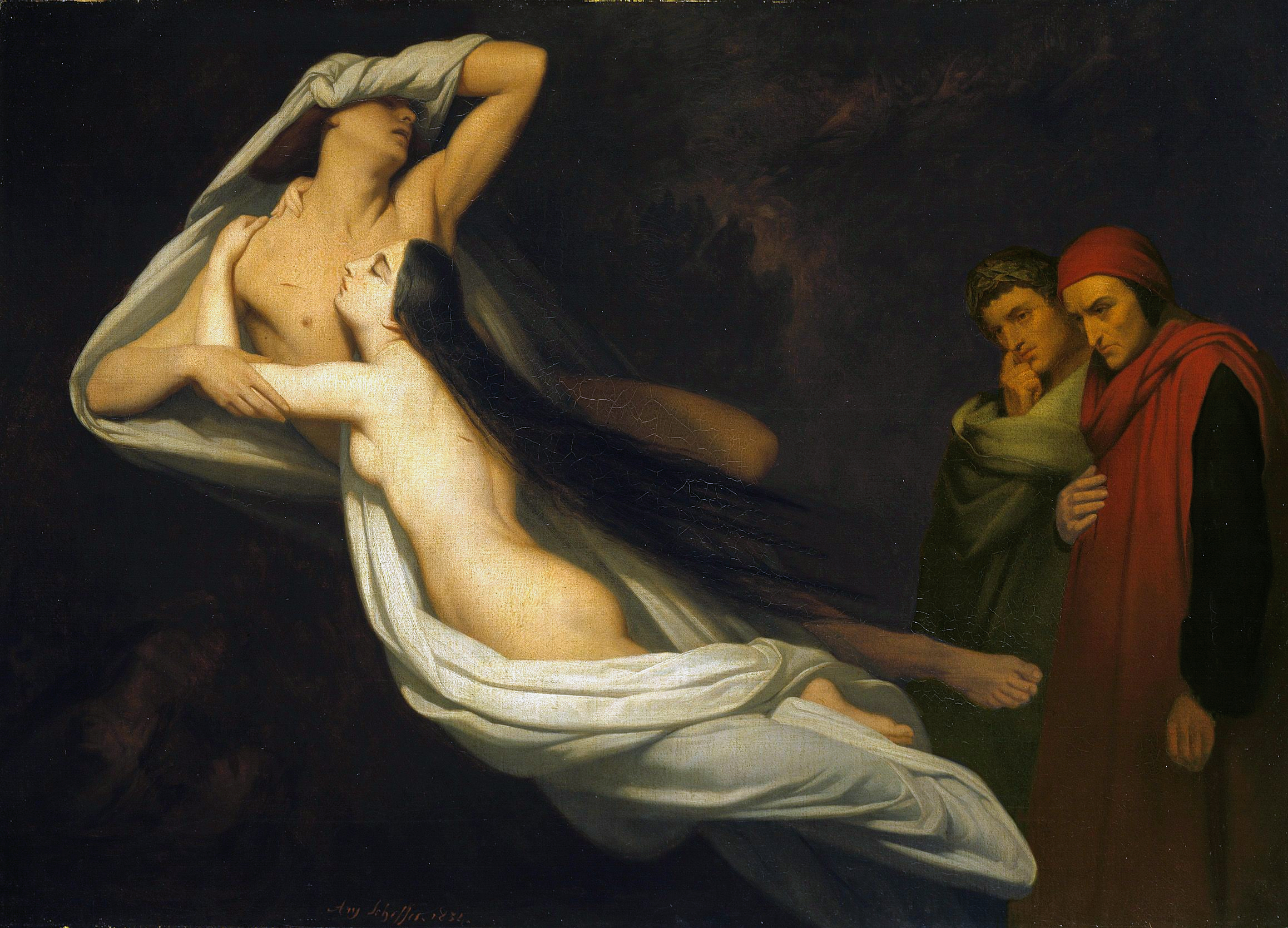
De Hamburgse-versie, 1854, 58,2 × 80,5 cm.
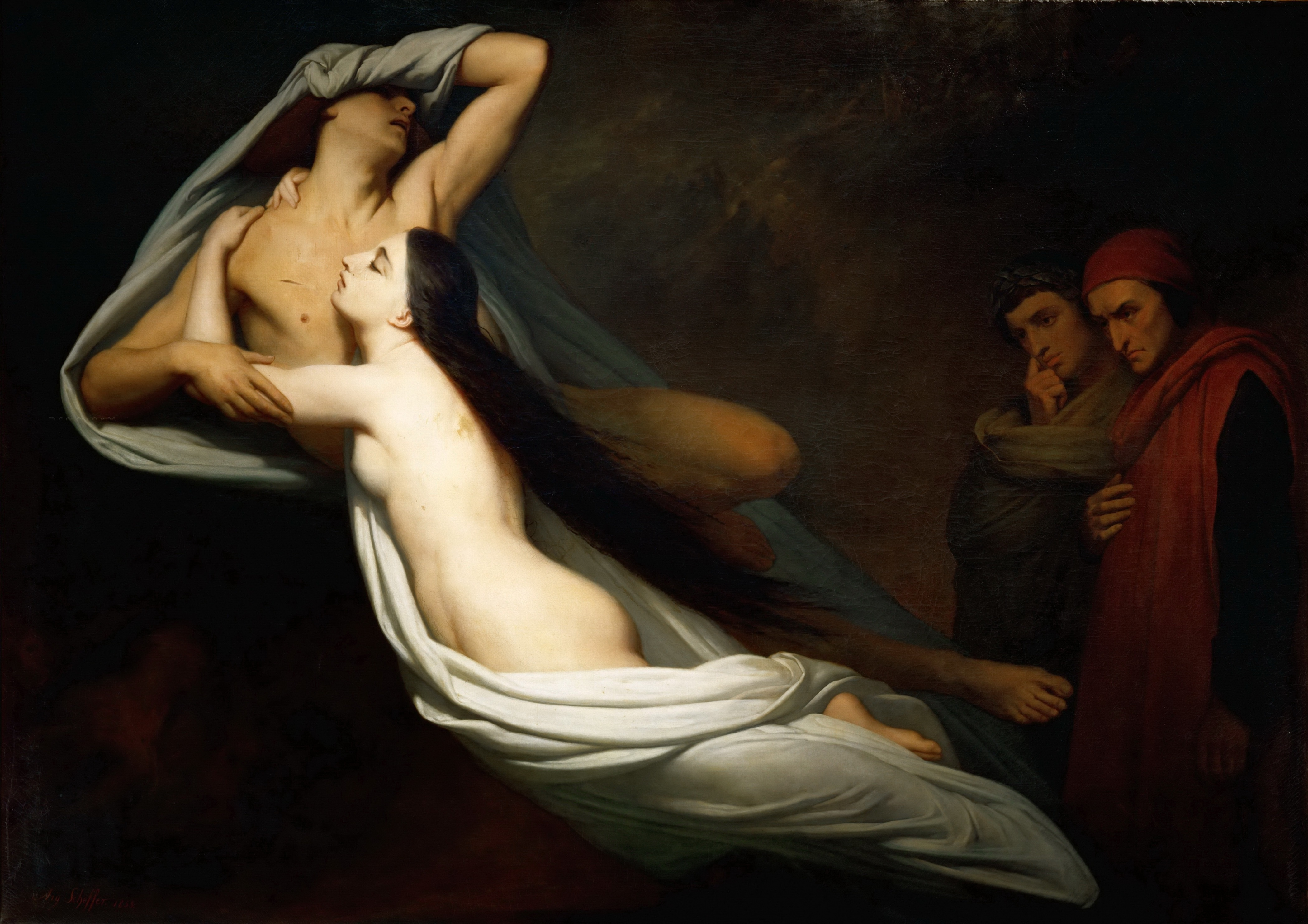
De Louvre-versie, 1855, 171 × 239 cm.